# (7935) Beppefenoglio
(7935) Beppefenoglio ist ein Asteroid des äußeren Hauptgürtels, der am 1. März 1990 von dem belgischen Astronomen Henri Debehogne am La-Silla-Observatorium der Europäischen Südsternwarte in Chile (IAU-Code 809) entdeckt wurde.
Der Asteroid gehört zur Themis-Familie, einer Gruppe von Asteroiden, die nach (24) Themis benannt wurde.
(7935) Beppefenoglio wurde am 8. Oktober 2014 nach dem italienischen Schriftsteller Beppe Fenoglio (1922–1963) benannt, der erst nach seinem Tod zu breiterer Anerkennung kam.